# Andró (metge)
Andró (en grec antic: Ἄνδρων, en llatí: Andron) va ser un metge grec del segle i aC, de vegades identificat erròniament amb Andreu el Comte, per un error en la lectura de la Naturalis Historia de Plini.
Alguns dels seus remeis van ser conservats per Cels, Galè, Celi Aurelià, Oribasi, Aeci, Pau d'Egina i altres. Cap de les seves obres no s'ha conservat i no se'n sap res de la seva vida. Només es pot dir que Cels és el primer autor que l'esmenta, i que, per tant, podria haver viscut al segle i aC.